# آرثر دوبونت
آرثر دوبونت (بالفرنسية: Arthur Dupont)‏ (و. 1985 – م) هو ممثل، وممثل أفلام، من فرنسا.

## وصلات خارجية
- آرثر دوبونت على موقع IMDb (الإنجليزية)
- آرثر دوبونت على موقع ألو سيني (الفرنسية)
- آرثر دوبونت على موقع ميوزك برينز (الإنجليزية)
- آرثر دوبونت على موقع أول موفي (الإنجليزية)
- آرثر دوبونت على موقع قاعدة بيانات الأفلام السويدية (السويدية)
- آرثر دوبونت على موقع قاعدة بيانات الفيلم (الإنجليزية)
- آرثر دوبونت على موقع كينوبويسك (الروسية)